# TNFAIP8L1
TNFAIP8L1 (англ. TNF alpha induced protein 8 like 1) – білок, який кодується однойменним геном, розташованим у людей на короткому плечі 19-ї хромосоми. Довжина поліпептидного ланцюга білка становить 186 амінокислот, а молекулярна маса — 20 827.
| 10         |  | 20         |  | 30         |  | 40         |  | 50         |
| ---------- |  | ---------- |  | ---------- |  | ---------- |  | ---------- |
| MDTFSTKSLA |  | LQAQKKLLSK |  | MASKAVVAVL |  | VDDTSSEVLD |  | ELYRATREFT |
| RSRKEAQKML |  | KNLVKVALKL |  | GLLLRGDQLG |  | GEELALLRRF |  | RHRARCLAMT |
| AVSFHQVDFT |  | FDRRVLAAGL |  | LECRDLLHQA |  | VGPHLTAKSH |  | GRINHVFGHL |
| ADCDFLAALY |  | GPAEPYRSHL |  | RRICEGLGRM |  | LDEGSL     |  |            |

A: Аланін

C: Цистеїн

D: Аспарагінова кислота

E: Глутамінова кислота

F: Фенілаланін

G: Гліцин

H: Гістидин

I: Ізолейцин

K: Лізин

L: Лейцин

M: Метіонін

N: Аспарагін

P: Пролін

Q: Глутамін

R: Аргінін

S: Серин

T: Треонін

V: Валін

Локалізований у цитоплазмі.